# سيلاس دانيلز
سيلاس دانيلز (بالإنجليزية: Silas Daniels)‏ هو لاعب كرة قدم أمريكية أمريكي، ولد في 22 سبتمبر 1981 في جاكسونفيل في الولايات المتحدة.